# Sauveterre (Hautes-Pyrénées)
Sauveterre település Franciaországban, Hautes-Pyrénées megyében. Lakosainak száma 159 fő (2022. január 1.). Sauveterre Auriébat, Saint-Justin, Lafitole, Maubourguet és Monfaucon községekkel határos.

## Népesség
A település népessége az elmúlt években az alábbi módon változott:
| Lakosok száma | 161  | 168  | 176  | 169  | 169  | 167  | 165  | 162  | 159  |
|               | 2013 | 2015 | 2016 | 2017 | 2018 | 2019 | 2020 | 2021 | 2022 |